# Erythrophyllum atrorubens
Erythrophyllum atrorubens là một loài rêu trong họ Pottiaceae. Loài này được (Besch.) Herzog mô tả khoa học đầu tiên năm 1925.